# Carlos Delgado
Artikeln följer den spanska namnseden; faderns efternamn är Delgado och moderns efternamn Hernández.

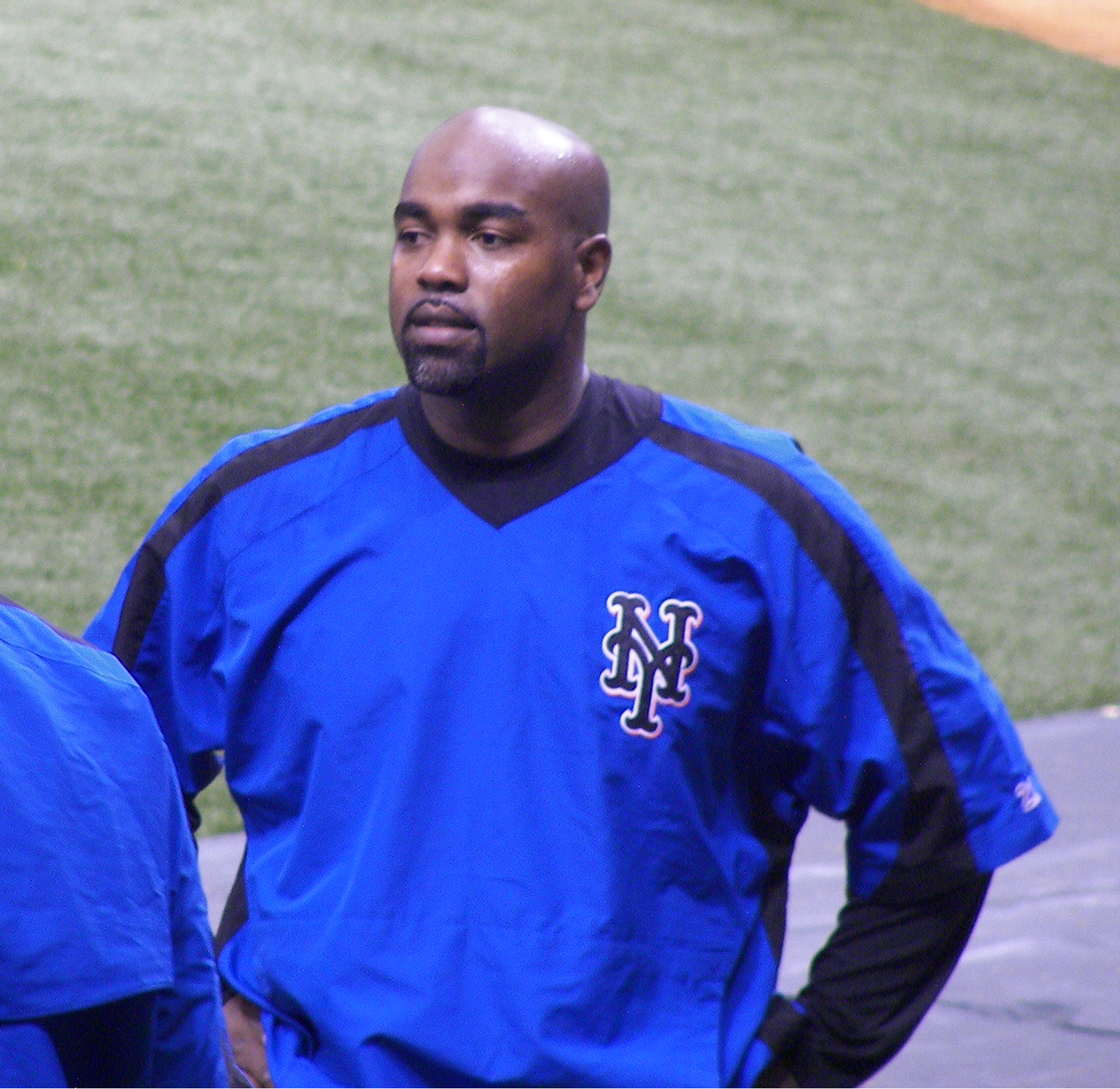
Carlos Delgado i New York Mets dräkt 2007.

Carlos Juan Delgado Hernández, född den 25 juni 1972 i Aguadilla, är en puertoricansk före detta professionell basebollspelare som spelade 17 säsonger i Major League Baseball (MLB) 1993–2009. Delgado var förstabasman.
Delgado spelade för Toronto Blue Jays (1993–2004), Florida Marlins (2005) och New York Mets (2006–2009). Han spelade totalt 2 035 matcher i MLB med ett slaggenomsnitt på 0,280, 473 homeruns och 1 512 RBI:s (inslagna poäng). 
Bland Delgados meriter kan nämnas att han togs ut till två all star-matcher, vann tre Silver Slugger Awards, en Hank Aaron Award och en Roberto Clemente Award. För hans insatser för Toronto Blue Jays har han upptagits i klubbens så kallade "Level of Excellence" och valts in i Canadian Baseball Hall of Fame.
Statistiskt hade Delgado flest doubles i American League 2000 (57) och samma säsong hade han även flest extra-base hits (99) och total bases (378). 2003 hade han flest RBI:s i ligan (145) och även högst on-base % + slugging % (OPS) (1,019).
Den 25 september 2003 slog Delgado fyra homeruns i samma match, något som fram till dess bara hade hänt 14 gånger i MLB:s historia.
Delgado representerade Puerto Rico vid World Baseball Classic 2006 och 2009.